# Ponte nelle Alpi
Ponte nelle Alpi ist eine italienische Stadt zwischen Longarone und Belluno. Sie liegt in der Provinz Belluno in der Region Venetien und hat 7920 Einwohner (Stand 31. Dezember 2023). Übersetzt heißt ihr Name „Brücke in den Alpen“.
Ponte nelle Alpi nimmt eine Fläche von 58 km² ein und liegt 397 m s.l.m. Die Nachbargemeinden sind Belluno, Farra d’Alpago, Longarone, Pieve d’Alpago, Puos d’Alpago und Soverzene.

## Stadtteile
Die Fraktionen von Ponte nelle Alpi sind Arsiè, Cadola (Gemeindesitz), Canevoi, Casan, Col di Cugnan, Cornolade, Cugnan, La Secca, Lastreghe, Lizzona, Losego, Paiane, Piaia, Pian di Vedoia, Polpet, Ponte nelle Alpi, Quantin, Reveane, Rione Santa Caterina, Roncan, Soccher und Vich.

### Nuova Erto
Dieser im Westen der Stadt liegende und an Polpet grenzende Stadtteil hat etwa 300 Einwohner. Er wurde nach der Verwüstung des Dorfes Erto durch die Katastrophe vom Vajont (1963) gebaut.